# Palythoa
Palythoa är ett släkte av koralldjur. Palythoa ingår i familjen Zoanthidae.

## Dottertaxa tillPalythoa, i alfabetisk ordning[1]
- Palythoa anthoplax
- Palythoa australiae
- Palythoa caesia
- Palythoa capensis
- Palythoa caribbaeorum
- Palythoa complanata
- Palythoa dartevellei
- Palythoa densa
- Palythoa durbanensis
- Palythoa grandis
- Palythoa guangdongensis
- Palythoa guinensis
- Palythoa haddoni
- Palythoa heideri
- Palythoa howesii
- Palythoa incerta
- Palythoa liscia
- Palythoa mammillosa
- Palythoa monodi
- Palythoa multisulcata
- Palythoa mutuki
- Palythoa natalensis
- Palythoa nelliae
- Palythoa nigricans
- Palythoa oorti
- Palythoa senegalensis
- Palythoa senegambiensis
- Palythoa shackletoni
- Palythoa sinensis
- Palythoa singaporensis
- Palythoa stephensoni
- Palythoa texaensis
- Palythoa titanophila
- Palythoa tropica
- Palythoa tuberculoa
- Palythoa variabilis
- Palythoa wilsmoorei
- Palythoa xishaensis
- Palythoa yongei
- Palythoa zanzibarica